# One Day (película)
One Day (en español Siempre el mismo día y Un Día) es una película británico-estadounidense dirigida por Lone Scherfig. Fue adaptada por David Nicholls de su novela homónima de 2009. Está protagonizada por Anne Hathaway y Jim Sturgess. Fue estrenada en 2011 a través de Focus Features, que tiene los derechos de distribución en todo el mundo.

## Resumen
Emma Morley (Hathaway) y Dexter Mayhew (Sturgess) se conocen el día de su graduación universitaria, el 15 de julio de 1988, el día de San Suituno. Ella es una chica idealista de clase trabajadora. Él, en cambio, es un joven rico con ganas de comerse el mundo. La película transcurre durante dieciocho años. Cada 15 de julio se muestra su vida cotidiana y lo extraordinaria que es su amistad, hasta que un día se dan cuenta de que lo que habían estado buscando durante años lo tenían ante sí.
El 15 de julio de 1989, un año después de conocerse, Dexter ayuda a Emma a trasladarse a Londres, donde ella planea desarrollar su carrera como escritora. Sin embargo, su carrera como autora de poesía no llega a tener éxito, y Emma debe trabajar como camarera en un restaurante mexicano en Londres. El 15 de julio de 1990 conoce a Ian (Rafe Spall), un aspirante a comediante que empieza a trabajar en el restaurante. Mientras tanto Dexter viaja por el mundo, bebiendo y teniendo una vida promiscua en todas sus relaciones amorosas posteriores. Eventualmente Dexter es un presentador de éxito en un programa late-night de televisión. Ocasionalmente y durante varios años Emma se encuentra con Dexter sin que surja aún ninguna relación romántica entre ellos. 
Dexter visita a sus padres el 15 de julio de 1994. Su madre había sido diagnosticada con cáncer y se encontraba en su etapa terminal. Él llega a la visita bajo los efectos de las drogas y el alcohol de una fiesta en la que estuvo el día anterior. Su madre (Patricia Clarkson) le dice que no está impresionada del tipo de programa de televisión en el que trabaja y que ella cree que todavía está a tiempo de convertirse en un buen hombre, pero que en ese momento no lo ve como una persona agradable. Su padre (Ken Stott) está sumamente decepcionado de la adicción de su hijo y le dice que no le permitirá tener otra visita con su familia si se atreve a regresar a visitar a su madre en las mismas condiciones en las que llegó. En este mismo día Emma sale en una cita con Ian, el comediante. Ella no lo encuentra gracioso pero continúan saliendo un tiempo hasta que deciden mudarse a vivir juntos sin que llegue a pasar algo serio; en el tiempo en el que Emma vive con Ian se convierte también en maestra de escuela. 
Emma se molesta y se irrita cada vez más de convivir con Ian ya que su falta de ambición y constantes derrotas como comediante, así como su actitud infantil, bromista y poco seria hacen que Emma tenga la mayor carga económica. Para este momento Emma y Dexter acuerdan verse para cenar el 15 de julio de 1996 en un lujoso restaurante. En el trascurso de la cena Dexter se droga con cocaína, insulta a Emma y coquetea con otra mujer, ignorando a Emma la mayor parte del tiempo. Después de hacer una escena vergonzosa en el restaurante Emma colapsa y en las afueras del restaurante decide que deben de terminar con su amistad por completo; ella le dice lo mucho que lo ama pero que ya no le agrada como antes, luego se marcha corriendo y llora por toda la noche. 
Para el 15 de julio de 1998, la carrera de Dexter va en picada porque los ejecutivos de la cadena de televisión prefieren presentadores más jóvenes que él. Mientras tanto Emma e Ian se separan y la carrera de Emma crece tras una obra publicada. El 15 de julio de 2000 una amiga de Emma de la universidad se casa con un viejo amigo de Dexter, y ambos son invitados a la boda. En este momento Dexter ha aceptado una oferta de trabajo de Calum, su antiguo compañero de apartamento que se había vuelto multimillonario gracias a una cadena de comida orgánica. Emma y Dexter se encuentran, Emma descubre que Dexter está prometido con Sylvie (Romola Garai) y se siente molesta, pero luego lo besa. Poco después Dexter se da cuenta de que Sylvie le está siendo infiel con Calum y decide divorciarse.
Emma se muda a París, y Dexter la visita el 15 de julio de 2003 con la esperanza de volver a conectar. Emma y Dexter recuerdan algunas aventuras de una noche, pero esta vez Emma revela que tiene un nuevo novio (Sébastien Dupuis), un músico francés que toca el piano en una banda de jazz y con quien se ha quedado de ver en un restaurante para presentarlos. Dexter, ya sabiendo lo mucho que siempre ha amado a Emma, decide alejarse al saber de su nuevo novio. Emma, recapacitando, corre tras él y después de revelar que no ha podido sacarlo de su cabeza y que aún lo ama, le hace jurar que nunca más la volverá a lastimar, mentir o engañar. Él le promete que no lo hará y la besa apasionadamente iniciando por fin una relación formal con ella. Al poco tiempo se comprometen y se casan. Aprovechando su experiencia en restaurantes, Dexter decide iniciar una nueva carrera y abre un muy exitoso café en Inglaterra; para este entonces Emma y Dexter tratan sin éxito de tener su propio hijo, en su frustración ella sale a dar un paseo en bicicleta para despejarse, pero muere al ser atropellada por un camión el 15 de julio de 2006. Dexter inconsolable se vuelve autodestructivo, en el transcurso de los años recibe ayuda de su exesposa y su hija Jasmine, de su viudo padre e incluso del viejo novio de Emma, Ian. Principalmente los días 15 de julio. 
El 15 de julio de 2011, Dexter viaja a Escocia con su hija Jasmine, recordando un viaje que realizó con Emma en 1988, reviviendo los eventos que ocurrieron la mañana después de conocerse el 15 de julio de 1988, incluyendo la promesa de ser amigos por siempre.

## Elenco
- Anne Hathaway como Emma «Em» Morley
- Jim Sturgess como Dexter «Dex» Mayhew
- Romola Garai como Sylvie Cope
- Rafe Spall como Ian Whitehead
- Ken Stott como Steven Mayhew
- Patricia Clarkson como Alison Mayhew
- Tom Mison como Callum
- Jodie Whittaker como Tilly
- Jamie Sives como Mr. Godalming
- Georgia King como Suki Meadows

## Premios y nominaciones
Anne Hathaway: People's Choice Awards a la actriz favorita en una película.

## Diferencias del libro y la película
En la película se mantienen algunas diferencias frente al texto de David Nicholls, las cuales de cierta forma son omitidas o modificadas. Puede contener algunos datos reveladores:
- En el libro Dexter tiene una hermana, en la película no se hace referencia a ella.

- En el libro, Dexter Mayhew es descrito como un chico de tez trigueña y de pelo negro corto. De hecho, Emma en un momento se burla de su peinado “feo y ridículo”. Sin embargo en el filme es personificado por Jim Sturgess.

- Hay un pasaje en la novela en donde Dexter le confiesa sus verdaderos sentimientos a Emma en una carta, pero ella nunca llega a recibirla ya que queda guardada en un libro que Dexter deja olvidado en un bar mientras era maestro de inglés, apartado que el filme omite.

- Emma le escribe extensas cartas a Dexter, mientras que él solo le envía postales con leyendas cortas. En la película, esto es simplificado a través de llamadas.

- Emma llega a trabajar como actriz de teatro antes de ser camarera, pero en la película esto no se cuenta.

- Dexter y Emma se lanzan al mar en el paseo que hacen juntos. Sin embargo, en el filme lo hacen en una piscina.

- En el libro se narra que Emma sostiene una relación clandestina con el director de la escuela donde ella es maestra, pero el filme también lo obvia.
- En el matrimonio de Tilly, Emma y Dexter pasean y se reconcilian en un laberinto, no en una azotea como se muestra en el filme.

- La discusión entre Emma y Dexter en el restaurante es mucho más extensa en el libro. Incluso se narra como Dexter coquetea con una cigarrera en el recorrido de la velada.

- Cuando Emma y Dexter por fin deciden estar juntos, lo hacen en el interior del apartamento de Emma, no en el río Sena como se muestra en el filme.

- En la cinta Emma asume una postura muy comprensible frente al hecho de no estar embarazada. No obstante en el escrito de Nicholls, la pareja tiene un tenso enfrentamiento.

- En el libro, cuando Emma y Dexter están en la cima de la colina de Arthur’s Seat se da un significativo diálogo que dará pie el futuro de sus siguientes años. En la película tal diálogo es reducido, y aun cuando una escena con cercana fidelidad al texto se llegó a filmar, no fue incluida en el corte final. (En los extras del DVD se puede ver).

- En la película hay un encuentro final entre Ian y Dexter en donde él se entera de qué ha sido de su vida. En el libro, Dexter simplemente se entera por medio de una carta que Ian le envía.

- Dexter vuelve a casarse al final de la novela, pero en la película este hecho no es aclarado o simplemente es omitido.